# Eliška Wanklová
Eliška Wanklová, rozená Šímová (9. květen 1832 Šebetov – 13. ledna 1903 Bubeneč), byla česká etnografka a národní buditelka. Společně s manželem, lékařem a archeologem Jindřichem Wanklem, působila nejprve v Blansku a později v Olomouci. Zde byla její činnost spjatá především s Vlastivědným muzeem v Olomouci. Její čtyři dcery, Lucie Bakešová, Vlasta Havelková, Karla Absolonová-Bufková a Madlena Wanklová, se také staly významnými reprezentantkami českého kulturního života.

## Život
Narodila se 9. května 1832 v Šebetově jako dcera Maxmiliana Šímy, správce kuřimského panství. V literatuře bývá její datum a místo narození chybně uváděno jako 9. března na kuřimském zámku. Měla tři sestry, Annu, Kateřinu a Atalu, které se později provdaly do německého prostředí, a bratra. Byla manželkou a pravou rukou lékaře a archeologa Jindřicha Wankla, se kterým se seznámila v roce 1850 v Klepáčově a za nějž se v roce 1851 provdala. Po svatbě se přestěhovali do Blanska. Protože do manželství nevstoupila s věnem a Wanklova badatelská a lékařská práce nevynášela pevný plat, musela úsporným způsobem vést domácnost. Život zpříjemňovala nejen rodině, ale také cizím odborným pracovníkům, kteří přijížděli na prohlídky jeskyní v Moravském krasu.

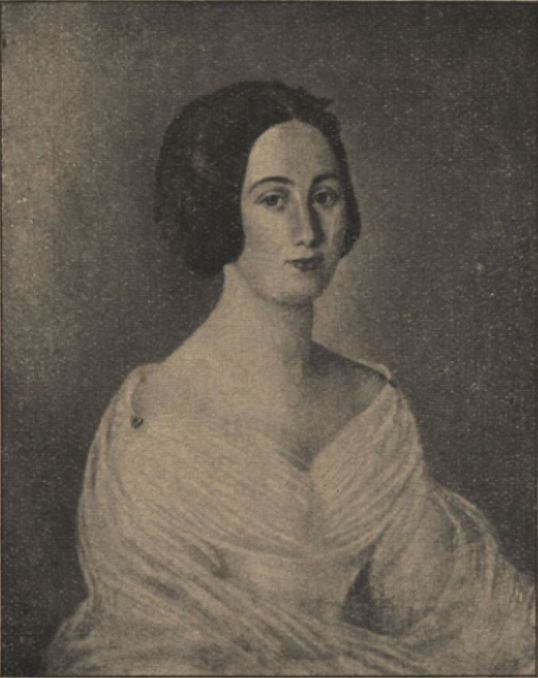
Eliška Wanklová jako šestnáctiletá v roce 1848, portrét malíře Josefa Ledeliho

Ke kulturnímu formování národa přispěla jako recitátorka na přelomu padesátých a šedesátých let 19. století. Organizačně činná byla v blanenském zpěváckém spolku Rastislav, založeném v roce 1862. Vypomáhala také v blanenské lékárně a pracovala jako ošetřovatelka nemocných, v roce 1862 se od manželovy pacientky nakazila neštovicemi. Rodina také často trpěla případy cholery.  S manželem spolupracovala na vědecké činnosti, pomáhala čistit archeologické nálezy a opisovat rukopisy. V roce 1867 společně přivezli ukázky svých vykopávek na Světovou výstavu 1867 do Paříže.
V roce 1883 odešel Jindřich Wankel do penze a manželé se přestěhovali do Olomouce, kde Wankel plánoval pokračovat v archeologické práci a zařídit si lékařskou praxi. K tomu však nedošlo, navíc se tenčil jeho důchod, a nakonec mu patrně přestal být ze strany bývalého zaměstnavatele zcela vyplácen. Své sbírky po neúspěšném jednání s českými ústavy prodal Wankel do Vídně za 12 000 zlatých. V Olomouci se pak manželé Wanklovi podíleli na založení Vlasteneckého spolku muzejního. Eliška Wanklová byla dlouhodobě opatrovnicí a spolupracovnicí Vlasteneckého muzea v Olomouci, zejména po roce 1884, kdy pomáhala při pořádání národopisných výstav a v oblasti lidových výšivek. Vykonávala také přednáškovou činnost – 1. března 1890 například vystoupila s přednáškou „O Předmostí“ pod patronací spolku Česká beseda.
Eliška Wanklová organizovala činnost pracovnic, přičemž kromě výšivek se podařilo také vzkříšení lidového obřadního tance vítání jara (královnička), studium kraslic a jejich ornamentace (kterému se věnovala především dcera Madlenka) či přípravy na pražskou národopisnou výstavu v roce 1895. V pozdějších letech nicméně aktivita Elišky Wanklové poklesla, neboť od roku 1888 její choť těžce churavěl a 5. dubna 1897 zemřel. V těchto letech se Wanklová podílela manželovým jménem na odborné komunikaci s vedoucími archeology a antropology ze zahraničí, zajištěno bylo například odeslání části poraněné medvědí lebky ze Sloupu na Světovou výstavu v roce 1893 v Chicagu.

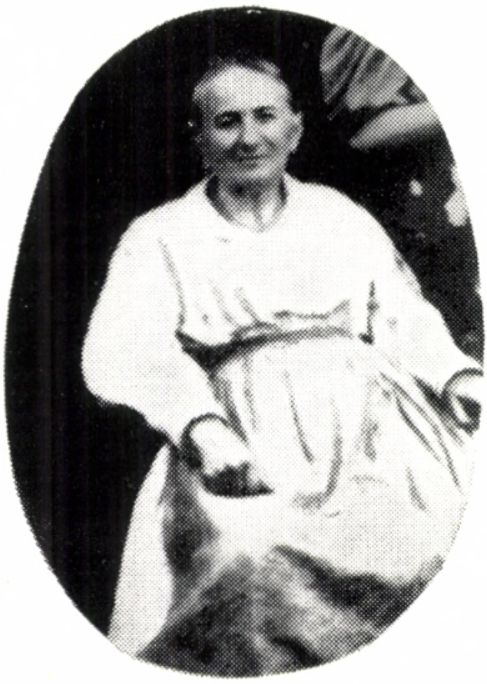
Eliška Wanklová kolem roku 1900

Manželé spolu vychovali čtyři dcery, které se dožily dospělosti – spisovatelky Lucii Bakešovou, Vlastu Havelkovou, Karlu Absolonovou-Bufkovou a Madlenku Wanklovou. Po smrti manžela Eliška Wanklová také onemocněla a v posledních letech žila v ústraní v Praze. Zemřela 13. ledna 1903 v Bubenči u Prahy u své dcery, Vlasty Havelkové. Pohřbena byla na Bubenečském hřbitově.